# Мир Али Бег II
Мир Али Бег II (курд. Mîr Elî beg II, ум. в 1912 г.) — эмир Шейхана и всех езидов, правивший на рубеже XIX−XX веков.

## Семья
Али Бег родился в семье Мира Хусейн Бега. Правил Шейханом после своего брата Мира Мирза Бега в 1899−1912 гг.
В 1895 году женился на Майян Хатун, двоюродной сестре по отцу. 
Ставший после смерти отца эмиром его сын Мир Саид Бег I фактически не правил, регентом при нём была Майян Хатун.

## Биография
Мир Али Бег II оказал сопротивление османскому правителю Мосула генералу Фрик-паше (Firiq Pasha) в его попытке исламизации. Фрик-паша (Омар Вахби-паша) потребовал, чтобы езиды приняли ислам. Мир Али-бег II ответил отказом. В ответ Фрик-паша направил в Шейхан армию и совершил беспрецедентную резню мирного населения. Были разрушены многие селения, множество езидов погибло, оказывая сопротивление. Лалеш был захвачен и разграблен. У езидов были отобраны священные символы религии, а храм Шейха Ади обращён в мусульманское медресе.
Некоторые езиды формально принял ислам. Среди них был и Мирза-бег, брат Мира Али-бега II, который таким образом стремился спасти народ. Али-бег II принимать мусульманство отказался, за что османские власти сместили его, назначив вместо него Мирза-бега. Как рассказывали очевидцы тех событий, езидского лидера в Баадре подвергали постоянным пыткам, постоянно заставляли ходить босиком по колючкам, предлагали ему деньги, золото, но он отказывался принимать ислам. Из-за авторитета Али-бега у езидов, его решили не убивать, а отправить в ссылку в Сивас. Всё это время рядом с ним находилась его супруга и двоюродная сестра Майян Хатун, которая всегда была предана ему, была его доверенным лицом и советником, при этом страдания Али-бега II лишь укрепили её характер.
В Сивасе рядовые езиды подкупали османских чиновников и содержали своего Мира как могли. Из-за множества беззаконий по отношению к езидам, европейские послы протестовали и писали в Стамбул, в результате чего Фирик-паша был отозван, а на его место в Мосул был отправлен Сулейман Назиф-паша, мать которого была езидкой по происхождению. Он вернул езидам религиозные ценности, отобранные Фирик-пашой, и освободил Али-бега II и Майян Хатун. Езиды же не простили измены Мирза-бегу и, в свою очередь, свергли его и посадили обратно на трон Али-бега II.
После возвращения из ссылки Мир Али Бег II построил много замков и езидских крепостей
На некоторое время Миру Али Бегу удалось защитить езидов от нападений путём выплат крупных денежных сумм османцам и новому мусульманскому правителю Мосула Нури-паше. Из-за этих платежей, арабские авторы прозвали Мира Али Бега «Мире бартил» («князь взяток», «эмир-подкупщик»).
Али-бегу удалось наладить отношения с Нури-пашой и во время его правления реставрировать множество езидских святынь. Также Али-бег выплачивал мосульскому паше ежегодно от 400 до 1000 лир, чтобы тот написал книгу о езидах и езидизме, где были описаны обычаи езидов. Он добился, чтобы езидов перестали призывать в османскую армию, а также смог предотвратить преобразование Лалеша в мусульманское учебное заведение.
Али-бег также преследовал цель уберечь езидов от попыток втянуть их в войну с османцами. Он внёс большой вклад в защиту положения езидов в Османской империи.
В 1912 году на Мира Али-бега было совершено покушение. Али-бег был убит в своем собственном дворце в Баадре сыном Чоло из селения Алмаман, который был из родственного эмирам рода псмиров.